# 増田寿幸
増田 寿幸（ますだ としゆき）は、日本の実業家。元京都信用金庫代表理事理事長。元一般社団法人京都経済同友会代表幹事。

## 人物・経歴
京都府京都市生まれ。京都教育大学附属高校を経て、1975年京都大学理学部卒業。同年京都信用金庫入庫。1996年理事。2006年副理事長。2008年理事長。2013年京都経済同友会代表幹事。